# Reizei
Emperor Reizei (冷泉天皇, Reizei-tennō, 12 juni 950 – 21 november 1011) was de 63e keizer van Japan volgens de traditionele opvolgingsvolgorde. Hij regeerde, gemeten volgens de traditionele Japanse kalender, van de 25e dag van de 5e maand van Kōhō 4 (967) tot de 13e dag van de 8e maand van Anna 2 (969).

## Genealogy
Voordat Reizei keizer werd, was zijn persoonlijke naam (imina) Norihira-shinnō (憲平親王).
Norihira-shinnō was de tweede zoon van keizer Murakami. Zijn moeder, Fujiwara no Anshi alias keizerin Yasuko, was de dochter van minister Fujiwara no Morosuke. Reizei had vier keizerinnen en hofdames, met wie hij in totaal zeven kinderen kreeg. Twee van deze kinderen werden ook keizer: Kazan en Sanjo.
De Reizei Genji, een subtak van de Genjiclan, werd gevormd door nakomelingen van keizer Reizei.

## Leven

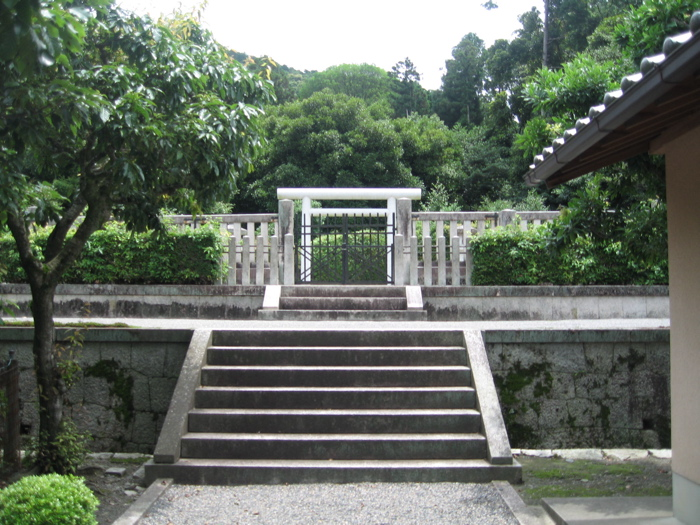
Tombe van Keizer Reizei

Reizei werd al kort na zijn geboorte tot kroonprins benoemd, mogelijk onder invloed van Morosuke en zijn broer Fujiwara no Saneyori, die beide de feitelijke macht aan het hof hadden.
Reizei kampte echter met een psychische aandoening, wat het feit dat hij zijn vader moest opvolgen als keizer problematisch maakte. Desondanks werd hij in 967 op 18-jarige leeftijd tot keizer gekroond na de dood van Murakami. Het keizerschap bleek echter al snel te veel voor Reizei, waardoor hij na een regeerperiode van amper twee jaar aftrad. Hij nam na zijn aftreden de naam Reizei-in Jōkō aan, en leefde nog 44 jaar. Hij ligt begraven in een mausoleum genaamd Sakuramoto no misasagi in Ukyō-ku.
* Regent Jingu staat niet op de traditionele lijst.